# Neuroleon (Neuroleon) chloranthe
Neuroleon (Neuroleon) chloranthe is een insect uit de familie van de mierenleeuwen (Myrmeleontidae), die tot de orde netvleugeligen (Neuroptera) behoort.
Neuroleon (Neuroleon) chloranthe is voor het eerst wetenschappelijk beschreven door Banks in 1911.